# Kloster Preuilly
Das Kloster Preuilly (Prulliacum) ist eine ehemalige Zisterzienserabtei in der Gemeinde Égligny im Département Seine-et-Marne, Region Île-de-France, in Frankreich. Es lag rund 21 Kilometer südwestlich von Provins und 15 Kilometer östlich von Montereau-Fault-Yonne.

## Geschichte
Das fünfte Tochterkloster von Kloster Cîteaux wurde im Jahr 1118 von Stephan Harding auf einem Gelände gegründet, das der Graf der Champagne, Thibaut, zur Verfügung gestellt hatte. Erster Abt war Arthaud. Das bald wohlhabende Kloster gründete die Tochterklöster Kloster Vauluisant, Kloster Barbeau und Kloster La Colombe. Im 14. und 15. Jahrhundert wurde es verwüstet und geplündert. 1536 fiel es in Kommende. Das Kloster wurde 1567 und 1652 wiederum geplündert. Die Gebäude wurden zu Beginn des 18. Jahrhunderts erneuert. Nach der Auflösung des Klosters in der Französischen Revolution wurde mit dem Abbruch begonnen, der erst nach einem weiteren Verkauf 1829 an Dr. Husson endete. Die Gebäude sind seit 1927 als Monument historique geschützt.

## Bauten und Anlage
Die Kirche aus dem zweiten Drittel des 12. Jahrhunderts mit einem erhaltenen, zwei Joche tiefen, flach geschlossenen Chor mit einer abgegangenen Fensterrose, dem Querhaus mit einer Fensterrose an der Südfront, und der Kapitelsaal liegen in Ruinen. Erhalten sind der Durchgang vom Kreuzgang in die Kirche, Armarium, Sakristei, ein Teil der Mauern des Kapitelsaals, sowie das von zwei Rundtürmen flankierte Eingangsportal des Klosters und ein Teil des Abtshauses. In Provins steht noch das Stadthaus aus dem 13. Jahrhundert.